# Alfred Coronini
Alfred Coronini, slovenski politik italijanskega plemiškega rodu, * 5. avgust 1846, Boštanj, † 12. december 1921, Gorica.

## Življenje in delo
Grof Alfred Coronini je pripadal kromberški veji italijanske plemiške rodbine Coroninijev. Spor z goriško mestno upravo ga je pripeljal med Slovence. Deloval je v krogu političnega društva Sloga, ki ga je vodil Anton Gregorčič. Dvakrat je bil izvoljen v dunajski državni zbor (1891 in 1897). V državnem zboru je zastopal interese slovenskih goriških posestnikov, slovenskih kmečkih občin in trgov ter deloval v prid slovenskega šolstva. Dosegel je, da je vlada na Dunaju podprla gradnjo t. i. vipavske železnice (Železniška proga Prvačina - Ajdovščina). Poleg H. Tume in A. Gregorčiča je bil v zadnjem desetletju 19. stoletja vodilna osebnost v slovenskem političnem življenju na Goriškem. Ko je nastal med slovenskimi goriškimi poslanci spor (1899) se je umaknil iz političnega življenja.